# Sóskút
Sóskút är en ort i Ungern.   Den ligger i provinsen Pest, i den centrala delen av landet, 19 km sydväst om huvudstaden Budapest. Sóskút ligger 123 meter över havet och antalet invånare är 2 998.
Terrängen runt Sóskút är platt. Runt Sóskút är det tätbefolkat, med 550 invånare per kvadratkilometer. Närmaste större samhälle är Budapest, 19,2 km nordost om Sóskút. Trakten runt Sóskút består till största delen av jordbruksmark.